# Antarctothoa antarctica
Antarctothoa antarctica är en mossdjursart som beskrevs av Moyano och Gordon 1980. Antarctothoa antarctica ingår i släktet Antarctothoa och familjen Hippothoidae. Inga underarter finns listade i Catalogue of Life.